# Metro Manila Film Festival
Le festival du film de Metro Manila (Metro Manila Film Festival MMFF) est un festival annuel de cinéma qui se tient dans la région métropolitaine de Manille, aux Philippines. 

## Histoire
Le festival, qui se déroule du 25 décembre (Noël) au Nouvel An et jusqu'au premier week-end de janvier de l'année suivante, est axé sur les films philippins. Au cours du festival, seuls les films sélectionnés par les jurés du MMFF sont projetés. Aucun film étranger n'est diffusé, sauf dans les salles 3D et les cinémas IMAX.  
L'événement annuel a débuté en 1975, année où Diligin mo ng hamog ang uhaw na lupa (« Arrosez la terre assoiffée de rosée ») d'Augusto Buenaventura a remporté le prix du meilleur film.  

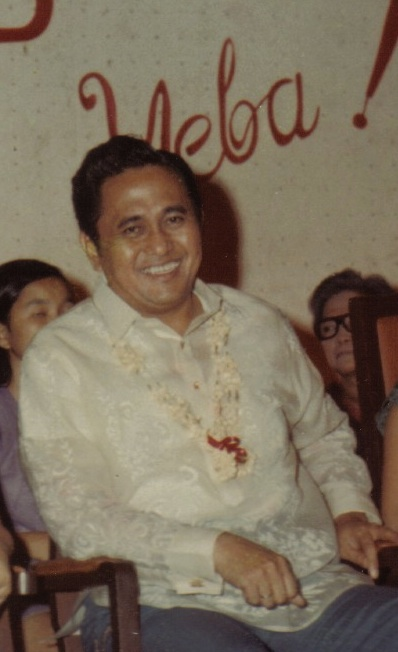
Le maire de Manille, Antonio Villegas, en 1970, fondateur du "Festival du film de Manille".

Avant ce festival, en 1966, le maire de Manille, Antonio Villegas, avait fondé le "Festival du film de Manille" ("Manila Tagalog Film Festival"). Il a été créé afin de permettre la projection de films philippins dans des salles qui, à cette époque, ne présentaient que des films américains. L'événement durait douze jours, du 14 au 24 juin, jour de l'anniversaire de Manille, durant lequel seuls les films produits localement pouvaient être projetés dans les salles de cinéma. Le festival comportait un défilé d'acteurs et de films présentés dans le centre-ville de Manille. En outre, dans le but de promouvoir les films philippins, Antonio Villegas avait interdit la projection de films étrangers dans les cinémas pendant le Festival du film de Manille.   

### Catégories de prix
- Best Picture : depuis 1975
- Best Director : depuis 1975
- Best Actor : depuis 1975
- Best Actress : depuis 1975
- Best Supporting Actor : depuis 1975
- Best Supporting Actress : depuis 1975
- Best Child Performer : depuis 1980 (sauf en 2016)
- Best Screenplay : depuis 1975
- Best Original Story : de 1975 à 2016
- Best Cinematography : depuis 1975
- Best Production Design : depuis 1986 (de 1976 à 1986 : "Best Art Direction")
- Best Editing : depuis 1975
- Best Visual Effects : de 1990 à 2015
- Best Make-up Artist : de 1990 à 2015
- Best Original Theme Song  : depuis 1989
- Best Musical Score : depuis 1975
- Best Sound Engineering : depuis 1975 (aussi "Best Sound Recording")
- Best Float : depuis 1992
- Most Gender-Sensitive Film : de 2003 à 2013